# Gerbamont
Gerbamont település Franciaországban, Vosges megyében. Lakosainak száma 353 fő (2022. január 1.). Gerbamont Rochesson, Sapois, Vagney és Basse-sur-le-Rupt községekkel határos.

## Népesség
A település népességének változása:
| Lakosok száma | 371  | 366  | 384  | 362  | 357  | 352  | 352  | 353  | 353  |
|               | 2013 | 2015 | 2016 | 2017 | 2018 | 2019 | 2020 | 2021 | 2022 |